# アエロフロート902便撃墜事件
座標: 北緯57度58分17秒 東経56度12分54秒 / 北緯57.97139度 東経56.21500度
アエロフロート902便撃墜事件（ロシア語:Катастрофа Ту-104 под Красноярском）とは、1962年6月にソビエト連邦（現ロシア連邦）で発生した地対空ミサイルでの撃墜による航空事故である。

## 運行路線
アエロフロート902便は、ハバロフスク空港よりオムスク、イルクーツクを経由し、首都モスクワのヴヌーコヴォ国際空港へと向かう便であった。

## 使用機材
902便の使用機材はツポレフ製のTu-104型機で、エンジンを改良して胴体を延長することで定員70名を確保した改良型のTu-104A型であった。製造番号86601301番のこのTu-104Aは、1958年12月22日にオムスクにて製造された。事故当日の航空機の総飛行時間は3726時間で、機齢はおよそ3年半ほどであった。

## 運航乗務員
運航乗務員は以下の通りであった。
- 機長 - V.T.マズィーツィン
- 副操縦士 - O.A.ラヒモフ
- 航空士 — D.M.ソコロフ
- 航空機関士 — P.U.レシェンコ
- 通信士 — V.M.カルポフ
- 客室乗務員 :
  - V.パーニナ
  - ベレジノワ
  - チェプカソワ

## 事故
902便は先述の通り、ハバロフスクからモスクワまでの間に2つの経由地を経由する便であった。15時53分（モスクワ時間）、Tu-104はイルクーツクのベラヤ飛行場より離陸し、次の経由地であるオムスクへと向かっていた。乗客76人の内、成人は62人、子供は14人であった。16時32分、902便はクラスノヤルスク管制センターの区域に入った。当時のクラスノヤルスク地方では好天が観測されていた。16:50に、クルーは902便がクラスノヤルスクから50キロ離れた地点に居ると報告しており、またレーダーの分析の結果によれば、その時点では当便は正常に飛行していた。その後管制官は機体へ指示を出したが、902便は応答しなかった。16時53分、管制センターは902便から『クラスノヤルスク、42..3870、こちらを見て、こちらを見て...(Красноярск, сорок два… триста семьдесят, следите за мной, смотрите за мной…. )』という通信を受信した。この通信ではラヒモフ副操縦士の発したこの絶望的で動揺した声に混じって、轟音と奇妙なノイズが聞こえていたが、しばらくして途絶した。
機体は高度9000mできりもみ状態に陥り、高度7000mで失速した。そして傾斜角約15度〜20度で森林へと突入し、機首を跳ね上げながら地面に激突して爆発・炎上した。事故はクラスノヤルスク空港の 28km東で発生し、事故の残骸はおよそ200m（500mとする資料もある）に渡って散乱していた。事故の発生から墜落までは約2分半であった。この事故で乗員・乗客84人全員が亡くなった。この事故は当時のソビエト連邦では最大の航空事故となった。

## 事故原因
乗客の遺体のほとんどには火傷などの症状が見られ、機内で火災が発生していたことが示唆された。また、左側の席に座っていた人の方がより火傷の症状が重かった。
墜落直後、事件の現場は兵士たちによって封鎖された。機体の残骸の分析により、機体の左部には外部からの衝撃によるものと見られる穴が開いており、また遺体にも飛散する物体によると思われる損傷が見られた。当初、事故調査委員会は雲の中での失速による空間識失調、あるいは客室内の火災やその他の理由によるコントロールの喪失が事故原因であると結論付けた。しかし後に事故当時、マガンスク地域に駐留するソ連軍防空部隊が対空ミサイルの訓練発射を行っていたことが明らかになった。また、機体左部の穴はミサイル攻撃を受けた際に出来る穴と特徴が一致していた。この事から、現在ではミサイルの誤射による機体への損傷がこの墜落事故の原因であると考えられている。